# پلیس زن (فیلم)
پلیس زن (انگلیسی: Police Woman) یک فیلم در ژانر جنایی است که در سال ۱۹۷۳ منتشر شد. از بازیگران آن می‌توان به جکی چان و چن ین-ین اشاره کرد.